# Dörmter Bach
Der Dörmter Bach (auch bekannt als Bruchwedeler Bach) ist ein Fließgewässer im niedersächsischen Landkreis Uelzen.

## Geografie

### Verlauf
Der rechte Nebenfluss der Wipperau hat seine Quelle am nordöstlichen Ortsrand von Groß Malchau, einem Ortsteil der Gemeinde Stoetze. Von dort fließt er durch Groß Malchau in südwestlicher Richtung, nördlich von Schlagte, einem Ortsteil der Gemeinde Weste, und südlich von Bruchwedel, einem Ortsteil der Gemeinde Oetzen. Er mündet östlich von Dörmte, einem Ortsteil von Oetzen, in die Wipperau.